# Cologne Pride

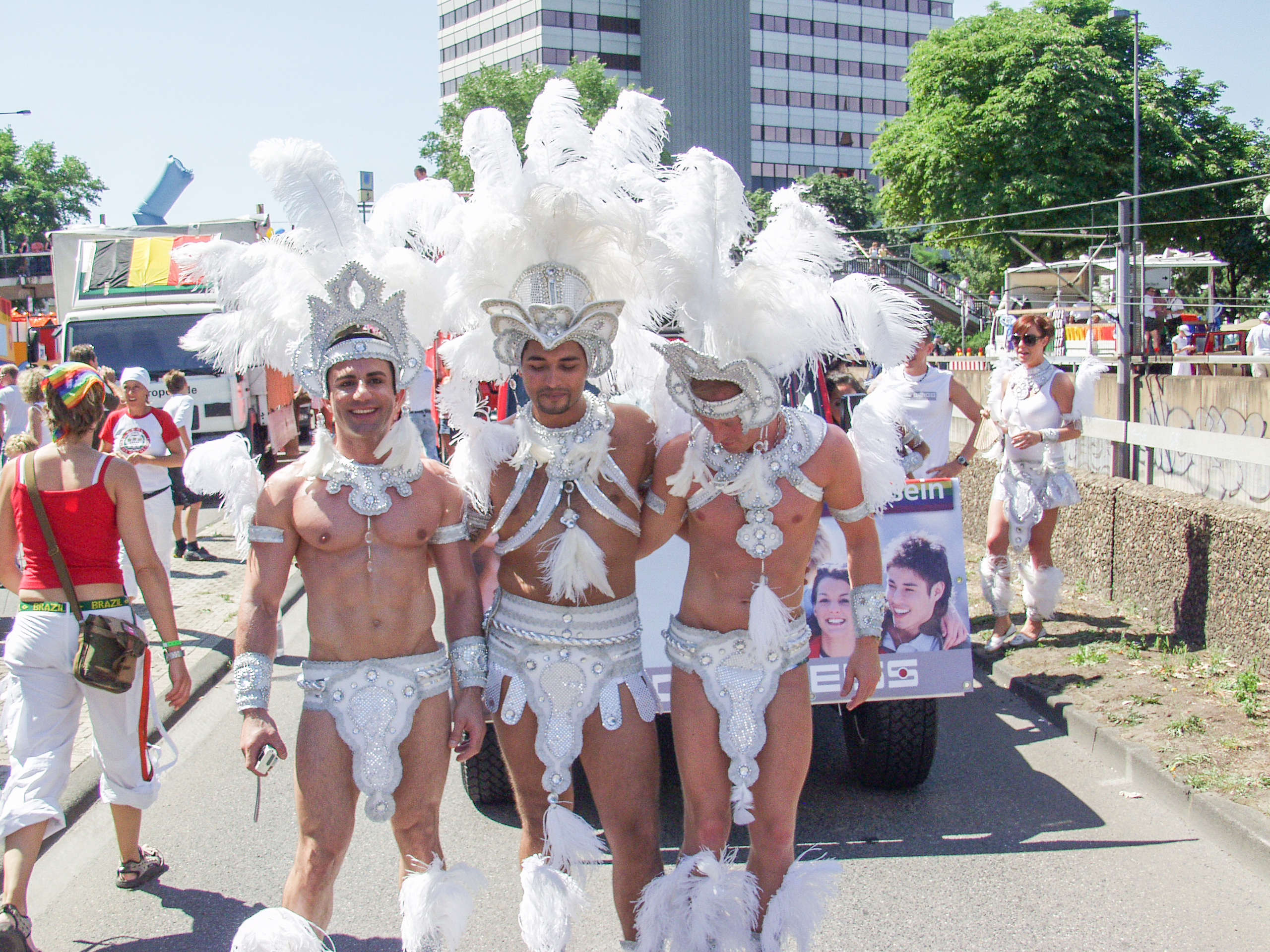
Teilnehmer der ColognePride-Parade 2006

Der ColognePride (aus Englisch Cologne für Köln und Pride für Stolz, Selbstwertgefühl) ist ein jährlich über zwei Wochen stattfindendes Programm in und um Köln mit Rahmenveranstaltungen für die Rechte von Schwulen, Lesben, Bisexuellen, Transgendern und allgemein von queeren Personen.
Höhepunkt ist das dreitägige Christopher-Street-Day-Straßenfest am ersten vollständigen Juli-Wochenende, an dessen Ende eine Demonstrationsparade in der Kölner Innenstadt stattfindet. Der ColognePride wird seit 1991 vom Kölner Lesben- und Schwulentag e. V. (KLuST e. V.) veranstaltet. Die Demonstration in Köln ist die größte Parade in Deutschland und die drittgrößte in Europa.

## Geschichte des ColognePride

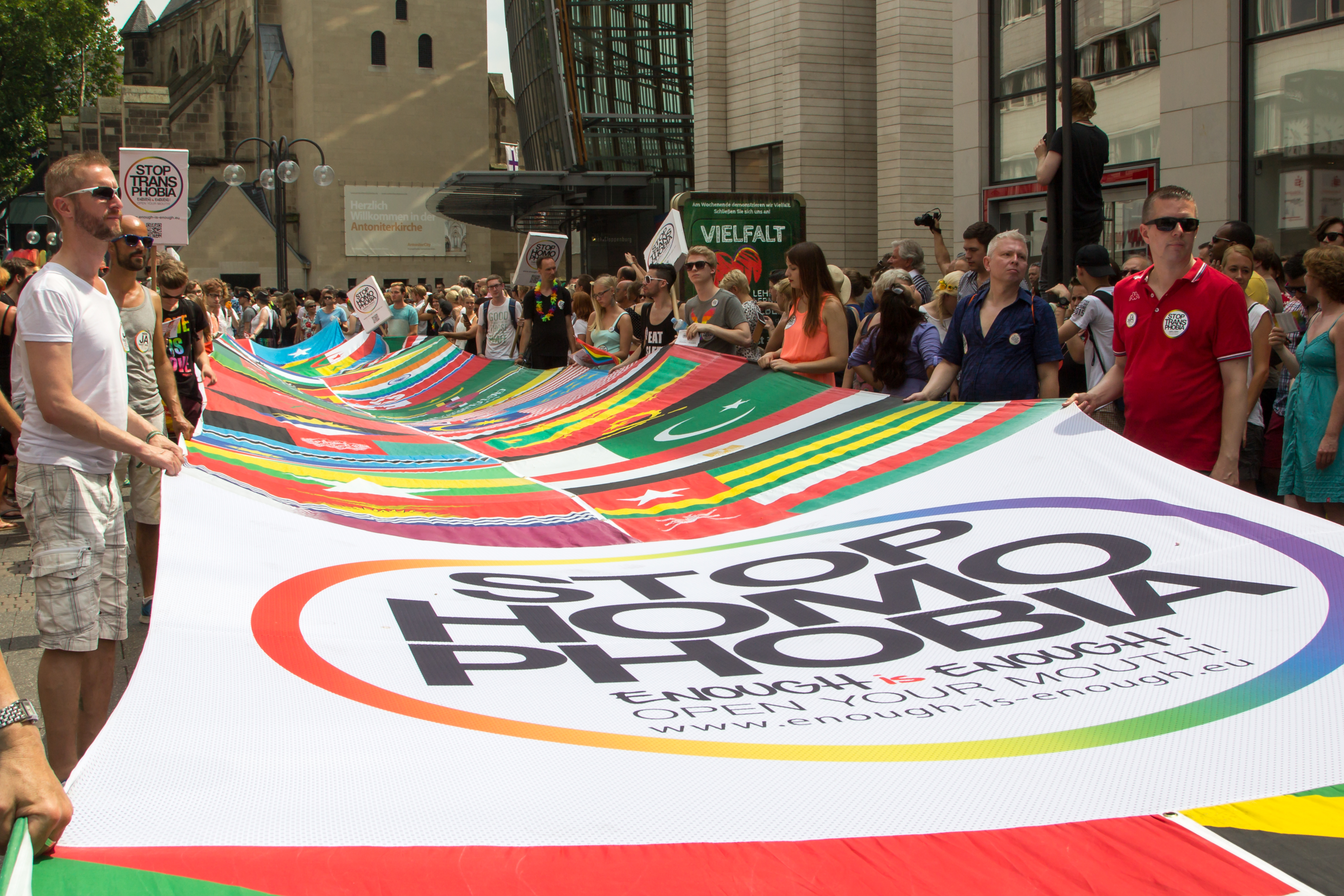
Demonstration 2015: Fußgruppe mit Banner gegen weltweite Homophobie

Alle Veranstaltungen weltweit mit Namen Pride, Christopher Street Day oder Stonewall Memorial gehen zurück auf den ersten bekanntgewordenen Aufstand von Homosexuellen und anderen sexuellen Minderheiten gegen die Polizeiwillkür in der New Yorker Christopher Street: In den frühen Morgenstunden des 28. Juni 1969 fand in der Bar Stonewall Inn der sogenannte Stonewall-Aufstand statt. Seit den 70er Jahren wird jährlich Anfang Juli mit Demonstrationen und Feiern an diesen Tag erinnert.
Seit den 80er Jahren wurde in Nordrhein-Westfalen unter dem Namen Gay Freedom Day in jährlich wechselnden Städten der Stonewall-Ausschreitungen gedacht. 1991 war Köln wieder Austragungsort des Lesbian/Gay Freedom Day. Der Trägerverein Kölner Lesben- und Schwulentag e. V. (KLuST) wurde gegründet, der den ColognePride veranstaltet. Neben den kulturellen Rahmenveranstaltungen hat die Demonstration jedes Jahr ein Motto. Ging es anfangs darum, dass Schwule, Lesben, Bisexuelle und Transgender ihre Präsenz zeigen, sind die Demonstrationen seit 1998 durch politische Forderungen nach gleichgeschlechtlicher Ehe oder Schutz vor Diskriminierung geprägt.

### Geschichte des Namens
Der ColognePride wurde ursprünglich nach dem gleichnamigen Trägerverein Kölner Lesben- und Schwulentag benannt. Von 1992 bis 2001 setzte sich im Zuge der Harmonisierung mit anderen Veranstaltungen in Deutschland und der Schweiz die Bezeichnung Christopher Street Day, kurz CSD durch.
Inspiriert durch die Bezeichnung Europride und im Zuge zunehmender Europäisierung, verwenden die Veranstalter seit 2003 nur noch den Namen ColognePride. In ganz Europa setzt sich für ähnliche Veranstaltungen mit einer Schwulen- und Lesbenparade der Name Pride durch.

### ColognePride 2020

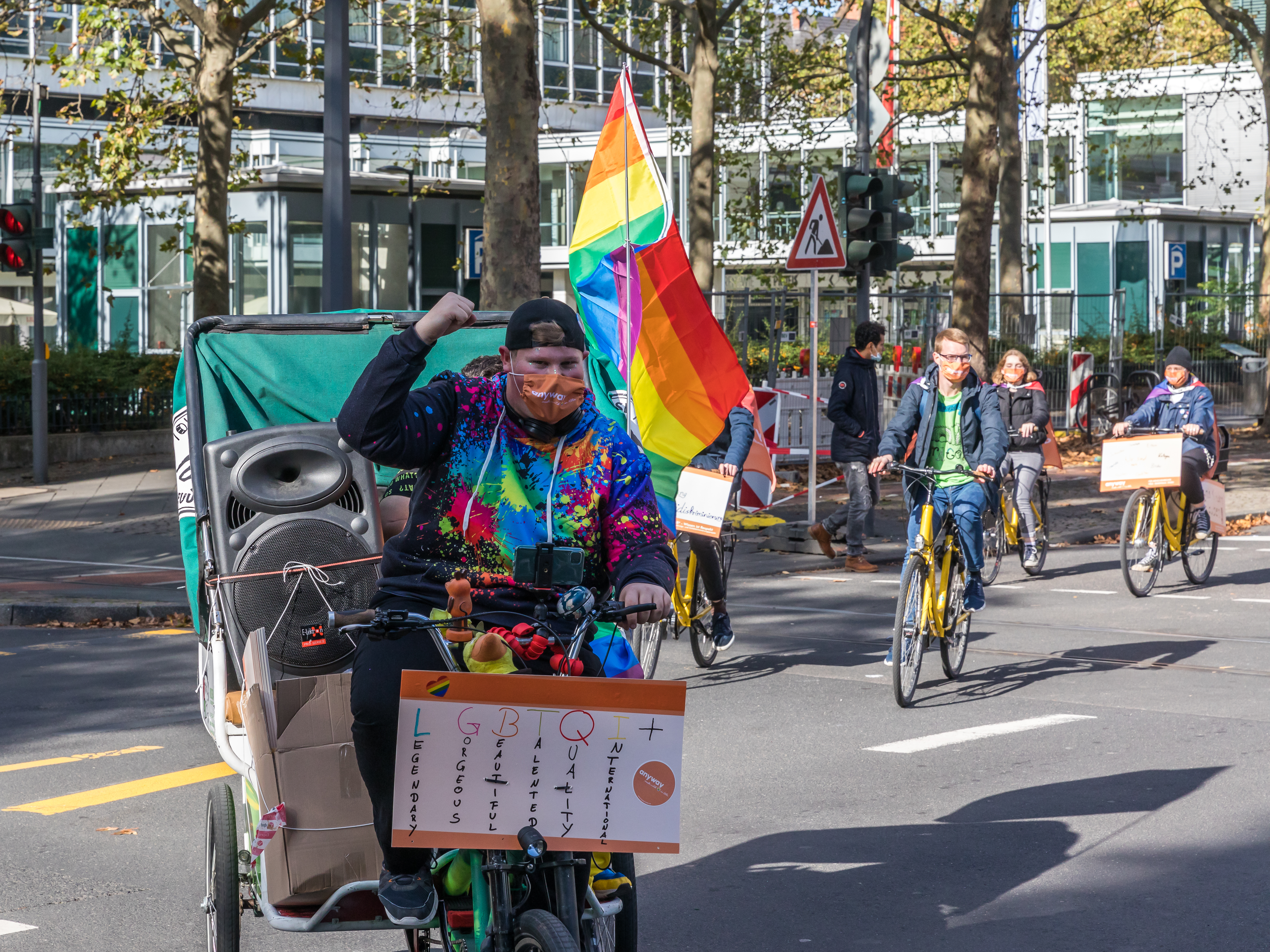
Teilnehmer der Fahrrad-Sternfahrt auf den Kölner Ringen

Wegen der Corona-Pandemie fand der ColognePride 2020 in alternativer Form statt. Das vom Kölner Lesben- und Schwulentag e. V. (KLuST) als Veranstalter entwickelte Format umfasste eine PRIDE NOW - THE ColognePride SHOW in der LANXESSarena sowie eine CSD-Demonstration als Fahrrad-Sternfahrt mit insgesamt 2.000 Teilnehmern zur Deutzer Werft. Das Fahrrad förderte die Einhaltung der vorgeschriebenen Abstände. Für Menschen mit Beeinträchtigung standen kostenlose Rikschas zur Verfügung. Für die Kundgebung wurden die LKW, die vorher die Sternzüge mit Musik sowie den audiovisuellen und visuellen Forderungen an die Politik und Gesellschaft begleiteten, hintereinander aufgereiht und als Bühne genutzt. Abwechselnd erfolgten Beiträge durch Gruppen und Organisationen der queren Community auf den verschiedenen Ladeflächen.

### ColognePride 2022
Nachdem der ColognePride auch 2021 infolge der COVID-19-Pandemie in deutlich kleinerer Form stattgefunden hatte, rechneten die Veranstalter für 2022 bei gutem Wetter mit rund 45.000 Teilnehmern und mehr als einer Million Zuschauern zum Christopher-Street-Day. Diese Prognosen wurden am Veranstaltungstag, dem 3. Juli 2022, übertroffen. Rund 180 Gruppen - so viele wie noch nie - waren mit Wagen oder zu Fuß in der Innenstadt unterwegs. Der ColognePride 2022 wurde von Hendrik Wüst und damit erstmals von einem Ministerpräsidenten des Landes Nordrhein-Westfalen eröffnet. Wüst betonte, die Veranstaltung sei unmittelbar nach dem homophoben Anschlag von Oslo „ein starkes Zeichen für Vielfalt, für Toleranz, gegen Hass und gegen Ausgrenzung“.

### Köln bleib(t) bunt

Die ColognePride-Soli-Fahne 2020 zeigt neben den Farben des Regenbogens auch die Farben Braun und Schwarz für Black Lives Matter und zehn Sterne für die Flaggen von unterschiedlichen sexuellen und geschlechtlichen Orientierungen.

Durch die Aktion Köln bleib(t) bunt macht der KLuST die Community zusätzlich sichtbar. Durch Flaggen auf Balkongeländern und Fensterfronten sollen Zeichen gesetzt werden. Die 2020 erstmals vom Verein vorgestellte Pride-Soli-Fahne zeigt, neben den Farben des bisher bekannten Regenbogen auch die Farben Braun und Schwarz, wodurch er seine uneingeschrängte Solidarität mit der #BlackLivesMatter-Bewegung zum Ausdruck bringt. Auch beinhaltet die Fahne zehn Sterne, die die unterschiedlichen Flaggen der sexuellen und geschlechtlichen Orientierungen wiedergeben. Die Verteilung erfolgte 2020 ausschließlich online und war als einmalige Aktion geplant. Wegen der hohen Nachfrage soll die Fahne auch künftig angeboten werden.

### Mottos und Besucherzahlen des ColognePride
| Jahr | Name                                                                                   | Motto                                                                                            | Teilnehmer                     | Besucher (laut Veranstalter)   |
| ---- | -------------------------------------------------------------------------------------- | ------------------------------------------------------------------------------------------------ | ------------------------------ | ------------------------------ |
| 2025 | ColognePride                                                                           | Für Queerrechte - Viele. Gemeinsam. Stark!                                                       | 60.000 (250 Gruppen, 90 Wagen) | 1.100.000                      |
| 2024 | ColognePride                                                                           | Für Menschenrechte - Viele. Gemeinsam. Stark!                                                    | 65.000                         | 1.400.000                      |
| 2023 | ColognePride                                                                           | Für Menschenrechte - Viele. Gemeinsam. Stark!                                                    | 60.000                         | 1.400.000                      |
| 2022 | ColognePride                                                                           | Für Menschenrechte - Viele. Gemeinsam. Stark!                                                    |                                | 1.200.000                      |
| 2020 | ColognePride                                                                           | Für Menschenrechte - Viele. Gemeinsam. Stark!                                                    | 2.000                          | unbekannt                      |
| 2019 | ColognePride                                                                           | 50 YEARS OF PRIDE - Viele. Gemeinsam. Stark!                                                     | 30.000                         | 1.200.000 bis 1.300.000        |
| 2018 | ColognePride                                                                           | Coming out in deinem style                                                                       | 48.000                         | 1.200.000                      |
| 2017 | ColognePride                                                                           | Nie wieder!                                                                                      | 30.000                         | 950.000                        |
| 2016 | ColognePride                                                                           | “anders.Leben!”                                                                                  |                                | 950.000                        |
| 2015 | ColognePride                                                                           | Vielfalt: lehren, lernen, leben                                                                  | 20.000                         | 950.000                        |
| 2014 | ColognePride                                                                           | Wir sind „nur“ der rosa Karneval                                                                 |                                | 700.000 bis 800.000            |
| 2013 | ColognePride                                                                           | Wir sind. So oder so.                                                                            |                                | zwischen 900.000 und 1.000.000 |
| 2012 | CSD                                                                                    | Ja, ich will!                                                                                    | 25.000                         | 550.000–600.000                |
| 2011 | ColognePride                                                                           | Liebe ist …                                                                                      | 20.000                         | 900.000                        |
| 2010 | ColognePride                                                                           | Stolz bewegt                                                                                     | 10.000                         |                                |
| 2009 | ColognePride                                                                           | Unsere Freiheit hat Geschichte – 40 Jahre CSD                                                    | 30.000                         |                                |
| 2008 | ColognePride                                                                           | Null Toleranz – für Null Toleranz                                                                | 20.000                         |                                |
| 2007 | ColognePride                                                                           | homo europaeicus: geht aufrecht!                                                                 | 20.000                         |                                |
| 2006 | ColognePride                                                                           | 100 % NRW NUR MIT UNS                                                                            | 30.000                         | 600.000                        |
| 2005 | ColognePride                                                                           | lebenslang liebens:würdig                                                                        | 20.000                         | 600.000                        |
| 2004 | ColognePride                                                                           | Schluss mit den Mogelpackungen                                                                   | 30.000                         | 800.000                        |
| 2003 | CSD Köln / ColognePride                                                                | Liebe deine Nächsten: Antidiskriminierungsgesetz jetzt!                                          | 40.000                         | 750.000                        |
| 2002 | Europride                                                                              | Cologne celebrates diversity let’s make Europe a place for all of us!                            | 50.000                         | 1.200.000                      |
| 2001 | CSD in Köln                                                                            | Im Namen des Volkes: Traut Euch!                                                                 | 35.000                         | 750.000                        |
| 2000 | CSD in Köln                                                                            | Taten statt Worte                                                                                |                                |                                |
| 1999 | CSD in Köln                                                                            | 30 Jahre Christopher-Street-Day: Vielfalt in den Lebensformen, Gleichheit in den Rechten, JETZT! |                                |                                |
| 1998 | Christopher Street Day in Köln                                                         | Ob „Freie Fahrt für Homoehe“ oder keine entscheiden wir alleine!                                 |                                |                                |
| 1997 | Christopher Street Day Köln und 18. ILGA Weltkonferenz                                 | FLAGGE ZEIGEN                                                                                    |                                |                                |
| 1996 | Christopher Street Day ’96 in Köln                                                     | FLAGGE ZEIGEN                                                                                    |                                |                                |
| 1995 | Christopher Street Day                                                                 | FLAGGE ZEIGEN – Lesben und Schwule stark in Köln!                                                |                                |                                |
| 1994 |                                                                                        | FLAGGE ZEIGEN – 25 Jahre Christopher-Street-Day                                                  |                                |                                |
| 1993 | CSD – Christopher-Street-Day                                                           | Wir in Köln – wir halten zusammen!                                                               |                                |                                |
| 1992 | Kölner Lesben & Schwulentag ’92                                                        | Mir fiere uns + Kölle                                                                            |                                |                                |
| 1991 | Cologne Lesbian/Gay Freedom Day And Celebration ’91 Kölner Lesben- und Schwulentag ’91 | Jot Fründe kumme zosamme                                                                         |                                |                                |

### Europride
2002 war Köln Austragungsort des jährlich stattfindenden Europride. Diese Großveranstaltung findet jährlich wechselnd in einer europäischen Metropole statt. Im Vorfeld des Europride kam es in Köln zu Widerstand der Initiative „Mehr Ruhe in der Altstadt“, die wegen der befürchteten Lärmbelästigung gegen die Großveranstaltung demonstrieren wollte. Durch Verhandlung des Oberbürgermeisters Fritz Schramma (CDU) mit den Sprechern der Bürgerinitiative wurde der Konflikt im Vorfeld gelöst. Der Europride brachte 53 Millionen Euro durch auswärtige Besucher in die Stadt.

## ColognePride heute

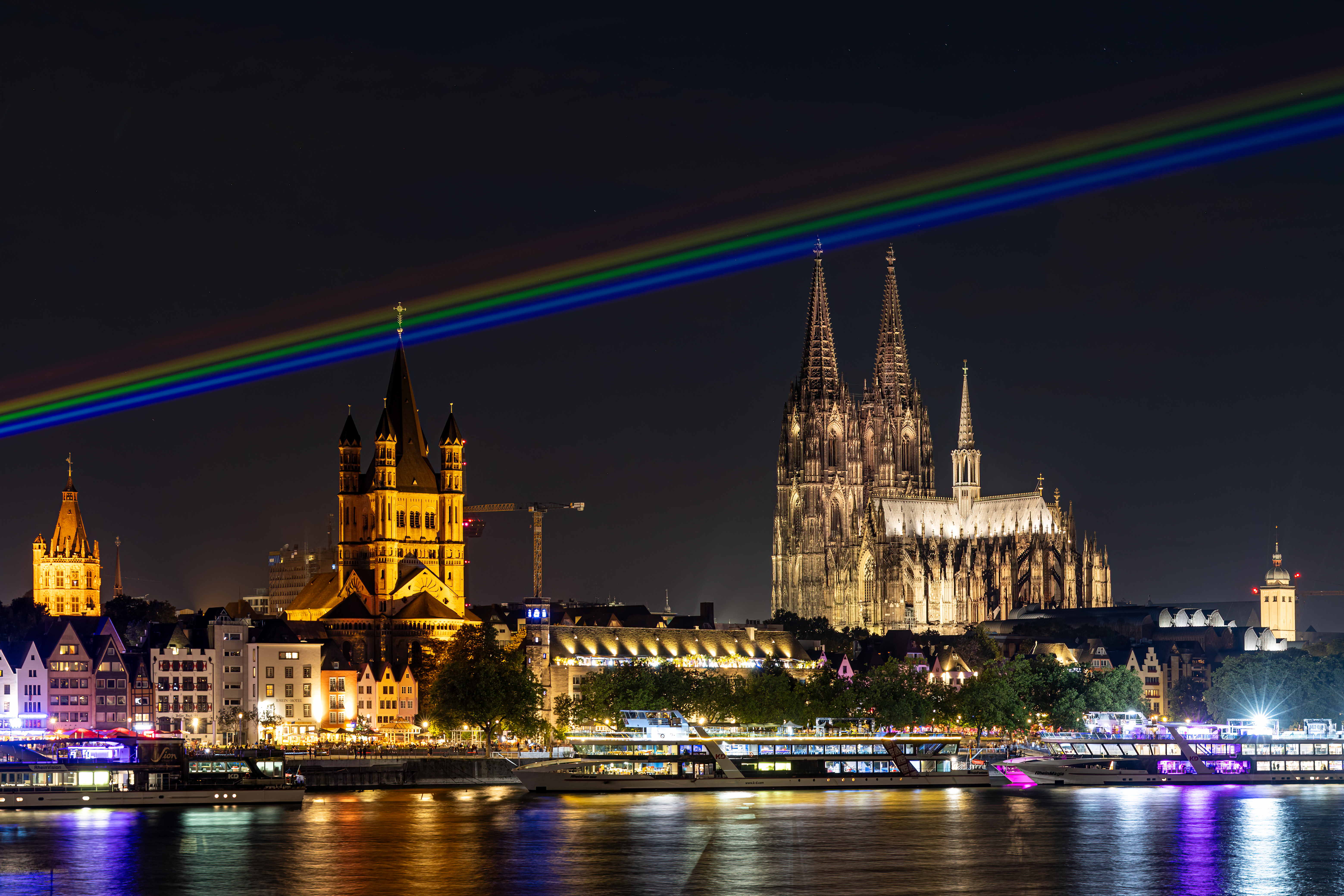
2024 wurde von der Lanxess Arena aus zum ColognePride mit Laserstrahlen das Regenbogensymbol über die Stadt projiziert

Der ColognePride ist heute ein Dach für hunderte Veranstaltungen. Höhepunkt und Abschluss ist die mehrstündige Parade am ersten Juli-Sonntag durch die Kölner Innenstadt. Sie bildet damit eine Ausnahme zu den übrigen CSD-Paraden in Deutschland, die samstags stattfinden.
An diesem Wochenende findet in der Altstadt um Alter Markt, Heumarkt, Gürzenich und Rathausplatz das Stadtfest mit Ständen, Showbühnen und Freilicht-Disco statt. Weitere wichtige Veranstaltungen sind das Schaafenstraßenfest am letzten Juni-Wochenende und der WomenPride sowie der FantasyPride im Phantasialand in Brühl.
Die Cologne-Pride-Parade gilt hinsichtlich der vom Veranstalter angegebenen Besucherzahlen als größte Veranstaltung ihrer Art in Deutschland und als drittgrößte in Europa. die für Lesben- und Schwulenrechte einsteht.

### Terminverschiebung wegen Fußball-Europameisterschaft 2024
Wegen der Austragung der Fußball-Europameisterschaft 2024 unter anderem in Köln wurde 2024 der Cologne Pride um zwei Wochen nach hinten verlegt, sodass die Demonstrationsparade erst am 21. Juli 2024 stattfand.

## WomenPride
WomenPride ist ein zweiwöchiges, ehrenamtlich organisiertes Eventprogramm für lesbische Frauen im Rahmen des ColognePride. Es ist nach eigener Darstellung das einzige Programm weltweit, das sich innerhalb eines Gay Prides nur an Frauen richtet. Im Anschluss an das Programm demonstrieren die Teilnehmer ebenfalls auf der Demoparade des ColognePride für Gleichstellung und Rechte.
Das WomenPride Weekend wurde 2005 von einem lesbischen Vorstandsmitglied des KLuST e. V. in Köln ins Leben gerufen. Ein Wochenende lang gab es ein umfassendes Programm für Frauen, um gezielt den Anteil an lesbischen Programmpunkten und Besucherinnen zu steigern. Ein Jahr später wurde das Programm auf zwei Wochen ausgeweitet und als fester Bestandteil des ColognePride erstmals das WomenPride Festival veranstaltet.